# الإبادة الجماعية لليونانيين
الإبادة الجماعية لليونانيين أو مذابح اليونانيين البونتيك، كانت إبادة جماعية منهجية ضد السكان المسيحيين اليونانيين العثمانيين، والتي نفذت في وطنهم التاريخي في الأناضول خلال الحرب العالمية الأولى وما تلاها (1914-1922). ارتكبتها حكومة الإمبراطورية العثمانية بقيادة الباشوات الثلاثة وحكومة الجمعية الوطنية الكبرى بقيادة مصطفى كمال أتاتورك ضد السكان الأصليين من اليونانيين للإمبراطورية اليونانية في البنطس وغيرها من المناطق التي تقطنها الأقليات الإغريقية. وتضمنت الحملة مذابح، وعمليات نفي من المناطق والتي تضمنت حملات قتل واسعة ضد هذه الأقليات؛ متمثلة في مجازر وعمليات الترحيل القسري من خلال مسيرات الموت أو الإعدام التعسفي، فضلًا عن تدمير المعالم المسيحية الأرثوذكسية الثقافية والتاريخية والدينية. وخلال حقبة الاضطهاد والمذابح ضد اليونانيين في القرن العشرين، كانت هناك العديد من حالات التحول القسري تحت تهديد العنف إلى الإسلام.
وفقاً لمصادر مختلفة، توفي عدة مئات الآلاف من العثمانيين اليونانيين خلال هذه الفترة. وهرب معظم اللاجئين والناجين إلى اليونان (بإضافة أكثر من الربع إلى السكان السابقين في اليونان). ولجأ البعض، وخاصةً في المقاطعات الشرقية، إلى الإمبراطورية الروسية المجاورة. وكان عدد الضحايا اليونانيين وفقاً للمصادر يتراوح بين 450,000 إلى 750,000.
وهكذا بحلول نهاية الحرب اليونانية التركية بين عام 1919 وعام 1922، كان معظم اليونانيين في آسيا الصغرى قد فرّوا أو قُتلوا. وتم ترحيل من بقي منهم إلى اليونان بموجب شروط لتبادل السكان في وقت لاحق من عام 1923 بين اليونان وتركيا، مما أضفى الطابع الرسمي على النزوح الجماعي ومنعت عودة اللاجئين. خلال هذه الفترة قامت الحكومة العثمانية بمهاجمة وقتل مجموعات عرقية مسيحية أخرى منها الأرمن والسريان والكلدان والآشوريين وغيرهم، ويرى العديد من الباحثين أن هذه الأحداث، تعتبر جزء من نفس سياسية الإبادة التي انتهجتها الحكومة العثمانية ضد الطوائف المسيحية.
أدانت قوات الحلفاء خلال الحرب العالمية الأولى المجازر التي كانت ترعاها الحكومة العثمانية وصنفتها على أنها جرائم ضد الإنسانية. ونفت الحكومة الوارثة للدولة العثمانية المذابح، والتي تعتبر أن الحملات على النطاق الواسع كانت تقوم بها الحكومة العثمانية هي ردًا على أعمال الأقليات اليونانية ضد الدولة العثمانية، وأن الأقليات اليونانية كانت طابور خامس. أما قوات الحلفاء فقد رأتها بمنظور مختلف، مؤكدةً على أن الدولة العثمانية لها سوابقها في المذابح، والجرائم الإنسانية. وفي عام 2007، قامت الجمعية الدولية لعلماء الإبادة الجماعية بتوضيح الهدف من المذبحة مفسرة إياه بأنّ الحملة العثمانية ضد الأقليات المسيحية في الدولة العثمانية كانت مذبحة، بما فيها الحملة على اليونانيين. وهناك منظمات أيضاً وضحت بأن ما قامت به الحكومة العثمانية كانت عبارة عن مذبحة، بما في ذلك برلمانات قبرص، واليونان، والسويد، وأرمينيا، وهولندا، وألمانيا، والنمسا، وجمهورية التشيك.

## خلفية
البنطس (باليونانية: Πόντος) منطقة تقع في جنوب البحر الأسود. وتعرف قديماً أنها كانت تابعة للإمبراطورية البيزنطية، ويعرف أيضاً أنها أصبحت إقليماً في الدولة العثمانية. ويعود الوجود اليوناني في آسيا الصغرى إلى ما لا يقل عن العصر البرونزي المتأخر (1450 قبل الميلاد). وقد عاش الشاعر الإغريقي هوميروس في المنطقة في حوالي عام 800 قبل الميلاد. وأشار الجغرافي سترابو إلى سميرنا باعتبارها أول مدينة يونانية في آسيا الصغرى، وكان العديد من الشخصيات الإغريقية القديمة من سكان الأناضول، بما في ذلك عالم الرياضيات طاليس من ميليتوس (القرن السابع قبل الميلاد)، والفيلسوف هرقليطس من أفسس (القرن السادس قبل الميلاد)، وديوجانس الكلبي من سينوب وهو مؤسس فلسفة الكلبية (القرن الرابع قبل الميلاد). وأشار الإغريق إلى البحر الأسود باسم «البحر المضياف»، وبدأوا في القرن الثامن قبل الميلاد بالمرور عبر شواطئه والإستقرار على طول ساحل الأناضول. وكانت المدن اليونانية الأكثر شهرة في البحر الأسود هي طرابزون، وسامسون، وسينوب.
خلال الفترة الهلنستية (334 قبل الميلاد - القرن الأول قبل الميلاد) التي أعقبت غزوات الإسكندر الأكبر، بدأت الثقافة واللغة اليونانية تهيمن حتى داخل آسيا الصغرى. تسارعت عملية الهيلينة في المنطقة في ظل الحكم الروماني وفي بداية العصر البيزنطي، وبحلول القرون المبكرة، انقرضت اللغات الأناضولية المحلية، واستبدلت بها اللغة الكوينية اليونانية.
ازدهرت الثقافة اليونانية الناتجة في آسيا الصغرى خلال الألفية التالية تحت حكم الإمبراطورية الرومانية الشرقية (البيزنطية) الناطقة باللغة اليونانية، والتي عرف مواطنوها باسم الإغريق البيزنطيين. وكان سكان آسيا الصغرى يشكلون الجزء الأكبر من السكان المسيحيين الأرثوذكس الناطقين باليونانية. وهكذا، فإن العديد من الشخصيات اليونانية المشهورة في ألف سنة من القرن الرابع إلى القرن الخامس عشر الميلادي كانوا مواطنين من آسيا الصغرى، بما في ذلك القديس نقولا (270-343 م)، والخطيب يوحنا فم الذهب (349–407 م)، وإيزيدور من ميليتس المهندس المعماري لكاتدرائية آيا صوفيا (القرن السادس الميلادي)، إلى جانب العديد من السلالات الحاكمة، بما في ذلك سلالة فوقاس (القرن العاشر) والكومنينيين (القرن الحادي عشر)، وبعد ذلك علماء عصر النهضة جورج من طرابزون (1395-1472) وباسيليوس بيساريون (1403-1472).
عندما بدأت الشعوب التركية غزوها المتأخر في العصور الوسطى لآسيا الصغرى، كان المواطنون اليونانيون البيزنطيون هم أكبر مجموعة من السكان الأصليين الذين يعيشون هناك. حتى بعد الغزوات التركية من الداخل، بقي ساحل البحر الأسود الجبلي في آسيا الصغرى في قلب الدولة اليونانية، إمبراطورية طرابزون، حتى تم غزوها في نهاية المطاف من قبل الأتراك العثمانيين في عام 1461، بعد عقد من سقوط أراضي الإغريق الأوروبية من قبل العثمانيين.

### عشية المذابح

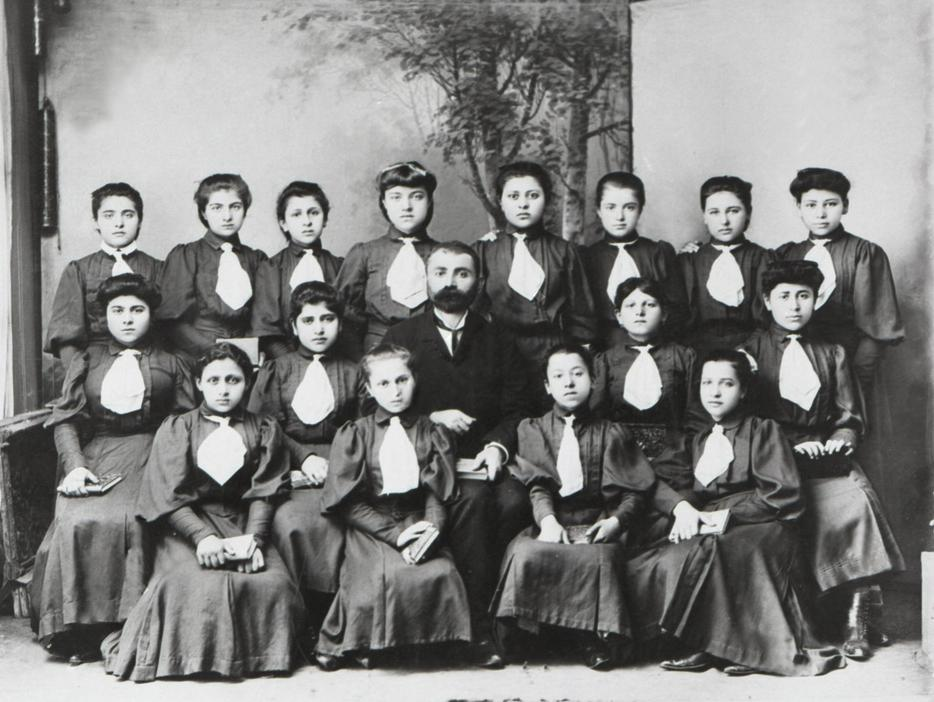
مدّرس وطالبات في مدرسة يونانية أرثوذكسية في مدينة طرابزون أوائل القرن العشرين.

في القرن التاسع عشر ومع حركة الإصلاح العثمانية التي تتوجت في التنظيمات العثمانية، ازدهرت أحوال الملل المسيحية القاطنة في السلطنة العثمانية اقتصاديًا واجتماعيًا، رافق هذا الازدهار عصر التنوير والنهضة الثقافية داخل المجتمع اليوناني الأرثوذكسي. وتمخض عنها تأسيس المدارس والجامعات اليونانية والمسرح والصحافة اليونانية وتجديد أدبي ولغوي وشعري مميز، رافقها ميلاد فكرة القومية الهيلينية ثم بروز فكرة الاستقلال عن الدولة العثمانية ما أدى إلى حرب الاستقلال اليونانية عندما وصلت أنباء الثورة إلى السلطان أمر بشنق بطريرك القسطنطينية الأرثوذكسي غريغوريوس الخامس المقيم في أسطنبول بعد أن اتهمه بالفشل بضبط المسيحيين اليونانيين في طاعة السلطات العثمانية، وذلك بحسب المهمة التي كان من المفترض أن ينفذها، وتم ذلك مباشرة بعد احتفال البطريرك بقداس عيد الفصح عام 1821 وأعدم وهو مرتدٍ كمال زيه الديني، وإكراماً لذكراه تم إغلاق بوابة المجمع البطريركي منذ ذلك الحين وحتى يومنا هذا. كما وتمخض عن حركة التنوير في الأوساط اليونانية الأرثوذكسيّة ظهور طبقة برجوازية نافذة وذات شأن، تمركزت بشكل خاص في كل من إزمير وإسطنبول وجزيرة خيوس. أسست البرجوازية المسيحية جنبًا إلى جنب المبشرين والإرساليات التبشيرية شبكة واسعة من المدارس (منها كليّة روبرت العريقة) والجامعات والمستشفيات. وكان التفاوت حادّاً جدّاً أكان في الوظائف الاقتصاديّة أم في التعليم، حيث كانت نسبة عموم المسيحيّين المتعلّمين إلى نظرائهم المسلمين نسبة 6 إلى 1. والتفاوت هذا إنّما نجم عن مقاومة الدولة العثمانيّة التعليم الغربيّ بوصفه «مسيحيّاً»، بدل اعتباره «علمانيّاً»، فيما كان الأرمن واليونان يعتبرون التعليمَ مفتاحاً للصعود الاجتماعيّ، مستثمرين فيه كما في الطباعة والصحافة.
في عام 1910 وصلت نسبة المسيحيين في البنطس حوالي 27% من السكان. أبرز المجموعات المسيحية كانت اليونانيين الأرثوذكس البنطيين والأرمن وتمركزت الجماعات المسيحية في البنطس في طرابزون وقارص. يشير عدد من الباحثين أن نسب وأعداد المسيحيين قد تكون أكثر وذلك بسبب تحول عدد من اليونانيين البنطيين إلى الإسلام شكلًا هرباً من الضرائب والاضطهادات في حين ظلوا يمارسون الشعائر المسيحية في السر. عشية الحرب العالمية الأولى وصلت أعداد الملّة اليونانية الأرثوذكسية حوالي 1.8 مليون نسمة. وعاشت جماعات يونانية أرثوذكسية كبيرة في منطقة الأناضول خصوصًا في كبادوكيا تحدثت اللغة التركية كلغة أم وتبنّت القومية التركية منذ القرن السابع عشر بعدما تعرضت لحملات تتريك. وبقت هذه الجماعة في تبعية دينية تحت نفوذ بطريركية القسطنطينية المسكونية. عشية الحرب العالمية الأولى عاشت في مدينة إزمير جماعات مسيحة ضخمة ومزدهرة شكلت أكثر من نصف سكان المدينة، منهم 150,000 يوناني أرثوذكسي و 25,000 أرمني أرثوذكسي و 20,000 من الشوام الكاثوليك. وكان عماد من الشوام الكاثوليك من التجار والصناعيين والبرجوازيين. وتمركزت في عاصمة السلطنة العثمانية جماعات مسيحية كبيرة منها اليونانيين الذين شكلوا نسبة 31% سنة 1919، فضلًا عن الأرمن والشوام الكاثوليك والبروتستانت والكلدان والبلغار والجورجيين الكاثوليك فضلًا عن جماعات مسيحية ناطقة باللغة التركية.
عند اندلاع الحرب العالمية الأولى، كانت آسيا الصغرى متنوعة من الناحية العرقية، وكان سكانها من الأتراك، والأذريون، واليونانيين البونتيك (بما في ذلك إغريق القوقاز)، واليونانيين الكبادوكيين، والأرمن، والأكراد، والزازا، والجورجيين، والشركس، والآشوريين، واليهود، وشعب اللاز. ومن بين أسباب الحملة التركية ضد السكان المسيحيين الناطقين باليونانية كان الخوف من أنهم سيساعدون أعداء الدولة العثمانية، وإيمان بعض الأتراك بأن تشكيل دولة حديثة كان من الضروري التخلص من تلك الجماعات العرقية التي يمكن أن تهدد سلامة دولة الأمة التركية الحديثة.[بحاجة لرقم الصفحة] وخلال الحملة على اليونانيين البونتيك كانت هناك مخاوف عثمانية من أن زيادة الكثافة السكانية لدى الأقليات يمكن أن يكون سلاحاً فتاكاً على الدولة العثمانية، وتحكم تلك الزيادة على بقاء الدولة.
وفقاً لملحق عسكري ألماني يعتقد: «أن وزير الحرب إسماعيل أنور قرر عام 1915م حل المشكلة اليونانية... بنفس الطريقة التي حُلت بها مشكلة الأرمن.»

## أحداث

### ما بعد حروب البلقان
|                 | تعداد يوناني (1910–1912) | تعداد عثماني (1914) | سوترييادس (1918) |
| --------------- | ------------------------ | ------------------- | ---------------- |
| ولاية خداوندگار | 262,319                  | 184,424             | 278,421          |
| ولاية قونية     | 74,539                   | 65,054              | 66,895           |
| ولاية طرابزون   | 298,183                  | 260,313             | 353,533          |
| ولاية أنقرة     | 85,242                   | 77,530              | 66,194           |
| ولاية آيدين     | 495,936                  | 319,079             | 622,810          |
| ولاية قسطموني   | 24,349                   | 26,104              | 24,937           |
| ولاية سيواس     | 74,632                   | 75,324              | 99,376           |
| سنجق قوجا       | 52,742                   | 40,048              | 73,134           |
| سنجق بيجا       | 31,165                   | 8,541               | 32,830           |
| مجمل            | 1,399,107                | 1,056,357           | 1,618,130        |

ابتداءً من ربيع عام 1913، نفذ العثمانيون برنامجاً لعمليات الطرد والهجرة القسرية، مع التركيز على اليونانيين في منطقة بحر إيجة وشرق تراقيا، والذين اعتبر وجودهم في هذه المناطق تهديدًا للأمن القومي. وتبنت الحكومة العثمانية «آلية مزدوجة المسار» تسمح لها بإنكار المسؤولية عن هذه الحملة من الترهيب والمعرفة المسبقة بها، وإفراغ القرى المسيحية. وأدى تورط بعض الموظفين المحليين والعسكريين المحليين في تخطيط وتنفيذ أعمال العنف والنهب المناهض لليونانيين، إلى تقديم سفراء اليونان والدول الكبرى وبطريركية القسطنطينية شكاوى إلى الباب العالي. واحتجاجاً على تقاعس الحكومة في مواجهة هذه الهجمات وما يسمى «المقاطعة الإسلامية» للمنتجات اليونانية التي بدأت عام 1913، أغلقت البطريركية الكنائس والمدارس اليونانية في يونيو من عام 1914. ورداً على الضغوط الدولية والمحلية، ترأس طلعت باشا زيارة في تراقيا في أبريل من عام 1914 ثم في بحر إيجة للتحقيق في التقارير وفي محاولة لتهدئة التوتر الثنائي مع مملكة اليونان. وبينما ادعى أنه لم يكن له أي تورط أو معرفة بهذه الأحداث، فقد اجتمع طلعت مع كوشكوباسي أشرف، رئيس عملية «التطهير» في ساحل بحر إيجة، خلال جولته ونصحه بأن يكون حذراً حتى لا يكون «مرئياً».
واحدة من أسوأ الهجمات الحملة وقعت في فوكيا (باليونانية: Φώκαια)، في ليلة 12 يونيو من عام 1914، وهي بلدة تقع في غرب الأناضول بالقرب من سميرنا، حيث دمرت القوات التركية غير النظامية المدينة، مما أسفر عن مقتل خمسين أو مائة من المدنيين وتسبب في هروب سكانها إلى اليونان. وذكر شاهد العيان الفرنسي تشارلز مانسيت أن الفظائع التي شهدها في فوكيا كانت ذات طبيعة منظمة استهدفت السكان الفلاحين المسيحيين في المنطقة. وفي هجوم آخر ضد سيرنكوي، في مقاطعة منمن، شكل القرويون مجموعات مقاومة مسلّحة لكن قلة منهم فقط تمكنت من البقاء على قيد الحياة بعد أن تجاوزهم عدد من العصابات المسلمة غير النظامية المهاجمة. وخلال صيف العام نفسه، قامت المنظمة الخاصة، بمساعدة من مسؤولين حكوميين وعسكريين، بتجنيد رجال يونانيين في سن عسكرية من تراقيا وغرب الأناضول إلى كتائب عمال قتل فيها مئات الآلاف.  وعمل هؤلاء المجندين، بعد إرسالهم مئات الأميال إلى داخل الأناضول، في صناعة الطرق، والبناء، وحفر الأنفاق وغيرها من الأعمال الميدانية. ولكن تم تخفيض أعدادهم بشكل كبير من خلال الحرمان وسوء المعاملة وعن طريق مذبحة صريحة من قبل حراسهم العثمانيين.

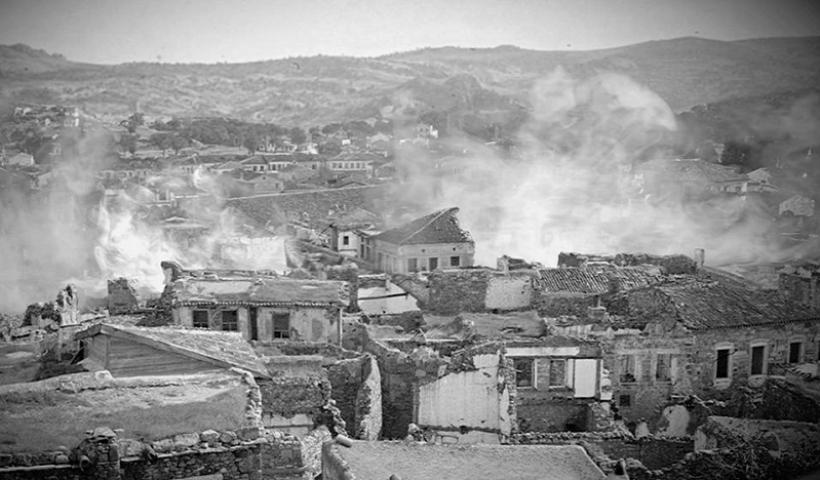
ألسنة اللهب مشتعلة في فوكيا، أثناء المذبحة التي ارتكبتها القوات غير النظامية التركية في يونيو من عام 1914.

في أعقاب اتفاقيات مماثلة مع بلغاريا وصربيا، وقعت الدولة العثمانية اتفاقية صغيرة للتبادل الطوعي مع اليونان في 14 نوفمبر من عام 1913. زتم توقيع اتفاقية أخرى من هذا النوع في 1 يوليو من عام 1914 لتبادل سكاني لبعض «الأتراك» (أي مُسلمين) في اليونان مع بعض اليونانيين من محافظة أيدين وتراقيا الغربية، بعد أن أجبر العثمانيون هؤلاء الإغريق على ترك منازلهم رداً على الضم اليوناني لعدد من الجزر. ولم تكتمل عملية التبادل بسبب اندلاع الحرب العالمية الأولى. وبينما كانت المناقشات حول التبادلات السكانية لا تزال تجرى، هاجمت وحدات المنظمة الخاصة القرى المسيحية اليونانية وأجبرت سكانها على ترك منازلهم والفرار إلى اليونان، وتم استبدالهم باللاجئين المسلمين.
كان هناك العديد من أوجه التشابه مع المسيحيين في غرب الأناضول، وخاصةً اليونانيين العثمانيين، مع السياسة تجاه الأرمن، كما لاحظ السفير الأمريكي هنري مورجنثاو والمؤرخ أرنولد توينبي. وفي كلتا الحالتين، قام بعض المسؤولين العثمانيين، مثل شكري كايا وناظم بيك ومحمد رشيد بدور. وشاركت وحدات المنظمة الخاصة والكتيبة العمالية بذلك؛ وتم تنفيذ خطة مزدوجة تجمع بين العنف غير الرسمي وغطاء السياسة السكانية للدولة. وتم توسيع سياسة الاضطهاد والتطهير العرقي هذه إلى أجزاء أخرى من الدولة العثمانية، بما في ذلك ضد المجتمعات اليونانية في البنطس، وكبادوكيا، وكليكيا.

### الحرب العالمية الأولى

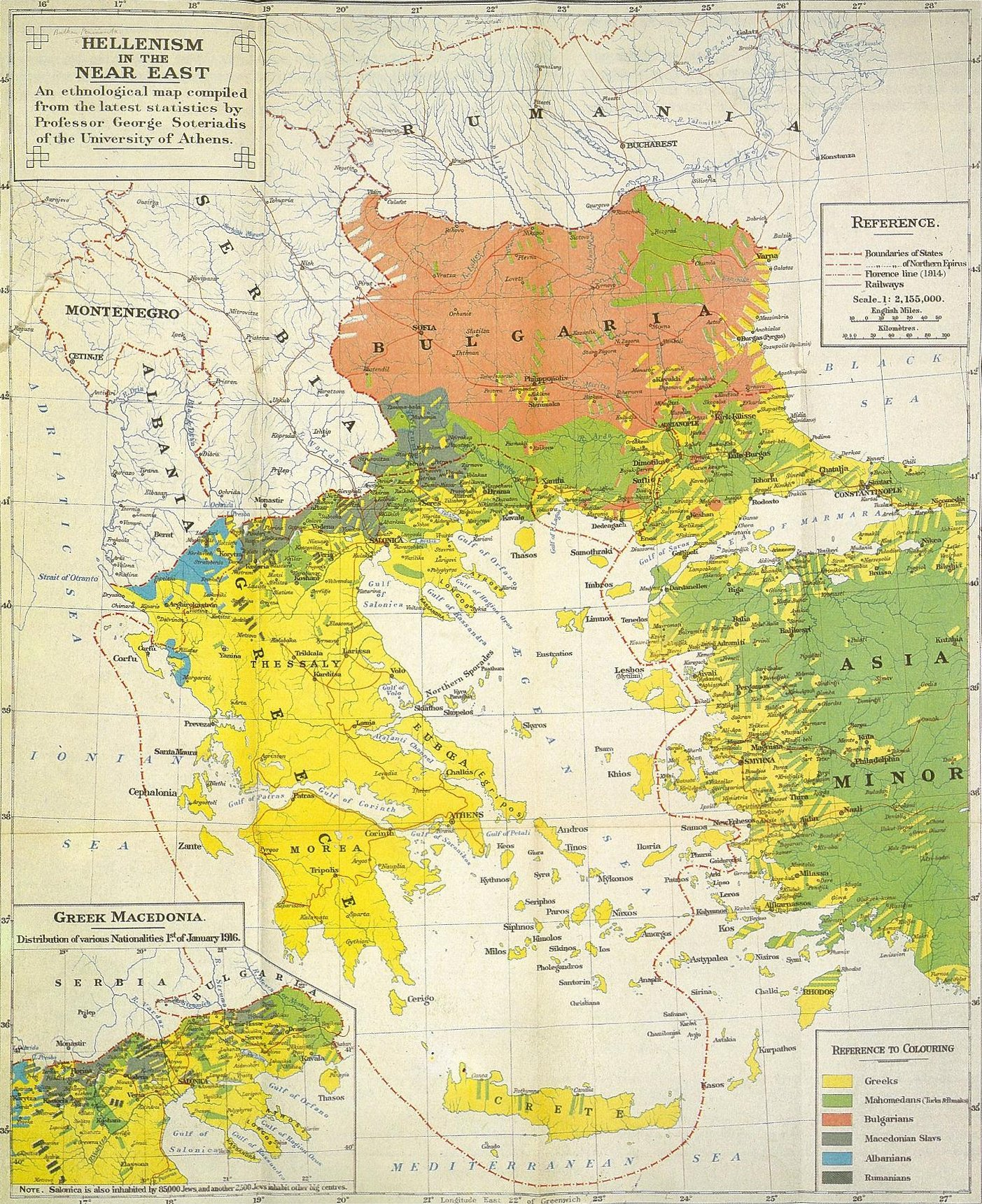
الهلينيون في الشرق الأدنى أثناء الحرب العالمية الأولى وبعدها، تظهر بعض المناطق (غربي الأناضول وشرق تراقيا) حيث تركز السكان اليونانيون. منطقة بونتيك لا تظهر.

بعد نوفمبر من عام 1914 تحولت السياسة العثمانية تجاه السكان اليونانيين. واقتصرت سياسة الدولة على الهجرة القسرية إلى المناطق الريفية في الأناضول لليونانيين الذين يعيشون في المناطق الساحليَّة، ولا سيما منطقة البحر الأسود، على مقربة من الجبهة التركية الروسية. هذا التغيير في السياسة كان بسبب الطلب الألماني بوقف اضطهاد اليونانيين العثمانيين، بعد أن جعل إلفثيريوس فينيزيلوس هذا الشرط من أجل حياد اليونان عندما تحدث إلى السفير الألماني في أثينا. كما هدد فينيزيلوس بالقيام بحملة مماثلة ضد المسلمين الذين كانوا يعيشون في اليونان في حال لم تتغير السياسة العثمانية. وفي حين حاولت الحكومة العثمانية تنفيذ هذا التغيير في السياسة، إلا أنها لم تنجح، كما استمرت الهجمات، بل وحتى عمليات القتل، دون عقاب من قبل المسؤولين المحليين في المحافظات، على الرغم من التعليمات المتكررة المرسلة من الإدارة المركزية. واشتد في وقت لاحق العنف التعسفي وابتزاز الأموال ضد اليونانيين، مما وفرت الذخيرة لفينيزيليستس بحجة أن اليونان يجب أن تنضم إلى الوفاق.
في يوليو من عام 1915، ادعى القائم بالأعمال اليوناني أن عمليات الترحيل «لا يمكن أن تكون أي قضية أخرى غير حرب إبادة ضد الأمة اليونانية في تركيا، وباعتبار أنها تدابير تُنفذ تحويلات إجبارية إلى الإسلام، في هدف واضح إلى ذلك، حيث بعد انتهاء الحرب، ستكون هناك مرة أخرى مسألة التدخل الأوروبي لحماية المسيحيين، وسيكون هناك عدد قليل من المسيحيين بعدما قد غادروا قدر المستطاع». وفقًا لجورج و. رندل من وزارة الخارجية البريطانية في عام 1918 «تم ترحيل ما يزيد عن 500,000 يوناني ولم ينج منهم إلا عدد قليل نسبيًا». وفي مذكراته، كتب سفير الولايات المتحدة في الدولة العثمانية بين عام 1913 وعام 1916 «في كل مكان تم جمع الإغريق في مجموعات، وفي ظل ما يسمى حماية رجال الدرك الأتراك، تم نقل الجزء الأكبر سيراً على الأقدام إلى الداخل. كم عدد المسيرات في هذا الشكل غير معروف بالتأكيد، حيث تتراوح التقديرات في أي مكان من 200,000 إلى 1,000,000».
وعلى الرغم من تحول السياسة العثمانية، استمرت ممارسة إخلاء المستوطنات اليونانية وإعادة توطين السكان الأتراك، وإن كان ذلك على نطاق محدود. وتم استهداف إعادة التوطين في مناطق معينة كانت تعتبر ضعيفة عسكرياً وليس جميع سكانها من اليونانين. وبحسب سجلات حسابيةللبطريركية المسكونية عام 1919، كان إخلاء العديد من القرى مصحوباً بالنهب والقتل، في حين توفي الكثيرون نتيجة لعدم منحهم الوقت الكافي لوضع الأحكام اللازمة أو نقلهم إلى أماكن غير قابلة للسكن.
تغيرت سياسة الدولة العثمانية تجاه الإغريق العثمانيين مرة أخرى في خريف عام 1916. مع احتلال القوات الحلفاء لليسبوس وخيوس وساموس منذ الربيع، كان الروس يتقدمون في الأناضول وكان من المتوقع دخول اليونان في الحرب مع الحلفاء، وقد أجريت الإستعدادات لترحيل اليونانيين الذين يعيشون في المناطق الحدودية. وفي يناير من عام 1917، أرسل طالات باشا برقية لترحيل اليونانيين من مقاطعة سامسون «من ثلاثين إلى خمسين كيلومتراً داخل البلاد» مع الحرص على «عدم الاعتداء على أي شخص أو ممتلكات». ومع ذلك، فإن تنفيذ المراسيم الحكومية، والذي اتخذ شكلاً منهجياً من ديسمبر عام 1916، عندما جاء بهاءالدین شاكر إلى المنطقة، لم يتم إجراؤه كما كان: حيث تم أخذ الرجال في كتائب عمالية، وتمت مهاجمة النساء والأطفال، وقام الجيران المُسلمين بنهب القرى المسيحية. وعلى هذا النحو في مارس من عام 1917 تم ترحيل 30,000 من سكان أيفاليك الواقعة على ساحل بحر إيجة قسراً إلى المناطق الداخلية في الأناضول بموجب الأوامر من قبل الجنرال الألماني أوتو ليمان فون ساندرز. وشملت العملية مسيرات الموت والنهب والتعذيب والمذابح ضد السكان المدنيين. وأبلغ جيرمانوس كارافانغيليس، أسقف سامسون، إلى البطريركية المسكونيَّة أن ثلاثين ألفًا قد تم ترحيلهم إلى منطقة أنقرة، وتعرضت قوافل المبعدين للهجوم، حيث قُتل الكثيرون. وأمر طلعت باشا بالتحقيق في قضية نهب وتدمير القرى اليونانية من قبل قطاع الطرق. وفي وقت لاحق في عام 1917 تم إرسال تعليمات إلى تفويض المسؤولين العسكريين للسيطرة على العملية وتوسيع نطاقها، بما في ذلك أشخاص من مدن في المنطقة الساحلية. ومع ذلك، في مناطق معينة، بقيت أعداد السكان اليونانيين غير واضحة.

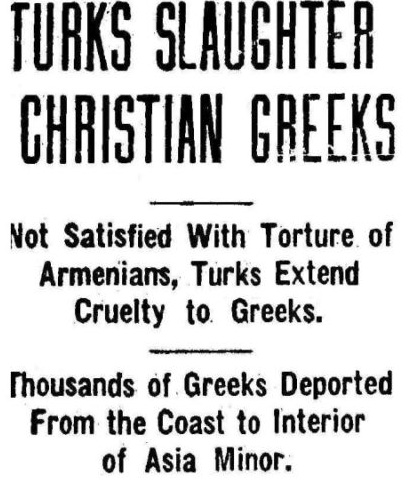
"الأتراك يذبحون المسيحيين اليونانيين"، لينكولن ديلي ستار، 19 أكتوبر 1917.

تم إرسال المرحلين اليونانيين للعيش في قرى يونانية في المقاطعات الداخلية، أو في بعض الحالات، إلى القرى التي كان الأرمن يعيشون فيها قبل ترحيلهم. وتم إخلاء القرى اليونانية خلال الحرب بسبب مخاوف عسكرية وأعيد توطينها من المهاجرين واللاجئين المُسلمين. ووفقاً للكبلات المرسلة إلى المقاطعات خلال هذا الوقت، لم يتم تصفية ومصادرة الممتلكات اليونانية المنقولة وغير المنقولة، مثل الأرمن، ولكن «ذات الامتيازات».
في 14 يناير من عام 1917، أرسل کوسوفا انکارسوارد، سفير السويد إلى القسطنطينية، رسالة بشأن قرار ترحيل الإغريق العثمانيين:

وفقًا لصحيفة التايمز اللندنية: «قالت السلطات التركية صراحة بأن نيتهم المتعمدة التخلص من جميع اليونانيين، ودعمت أعمالهم أقوالهم»، بينما كتبت صحيفة بلفاست الإخبارية: «إن الحكاية المروعة من الوحشية والبربرية التي يمارسها الأتراك الآن هي جزء من سياسة منهجية لإبادة الأقليات المسيحية في آسيا الصغرى». وفقًا لصحيفة كريسشان ساينس مونيتور، شعر الأتراك بالحاجة إلى قتل الأقليات المسيحية بسبب التفوق المسيحي من حيث الاجتهاد وبالتالي الشعور التركي بالغيرة والدونية، كتبت الصحيفة: 
وفقاً لريندل، فإن الفظائع مثل عمليات الترحيل التي إنطوت على مسيرات الموت، والجوع في معسكرات العمل وما إلى ذلك يُشار إليها باسم «المذابح البيضاء». وكان المسؤول العسكري العثماني رأفت بيك نشطًا في الإبادة الجماعية لليونانيين وفي نوفمبر من عام 1916، قال القنصل النمساوي في سامسون، كواتكوفسكي، إن رأفت بيك قال له «يجب أن ننتهي من اليونانيين كما فعلنا مع الأرمن... اليوم أرسلت فرقًا إلى الداخل لقتل كل اليوناني في الأفق».
وقد استجاب اليونانيون البونتيك بتشكيل جماعات متمردة، حملت أسلحة جمعت من ساحات المعارك في حملة القوقاز للحرب العالمية الأولى أو تم توفيرها مباشرة من الجيش الروسي. وفي عام 1920، وصل المتمردون ذروتهم فيما يتعلق بالقوى العاملة والتي بلغ عددها 18,000 رجل. وفي 15 نوفمبر من عام 1917، وافق مندوبو أوزاكوم على إنشاء جيش موحد مؤلف من وحدات متجانسة عرقياً، وتم تخصيص اليونانيين قسماً يتكون من ثلاثة أفواج. وهكذا تم تشكيل شعبة القوقاز اليونانية والتي خدم فيها أشخاص من أصول يونانية في الوحدات الروسية المتمركزة في القوقاز ومن المجندين من بين السكان المحليين بما في ذلك المتمردين السابقين. وشاركت الفرقة في العديد من المعارك ضد الجيش العثماني بالإضافة إلى القوات المسلحة المسلمة والأرمنية، مما أدى إلى حماية انسحاب اللاجئين اليونانيين إلى منطقة القوقاز الروسية، قبل أن يتم حلها في أعقاب معاهدة بوتي.

### الحرب اليونانية التركية

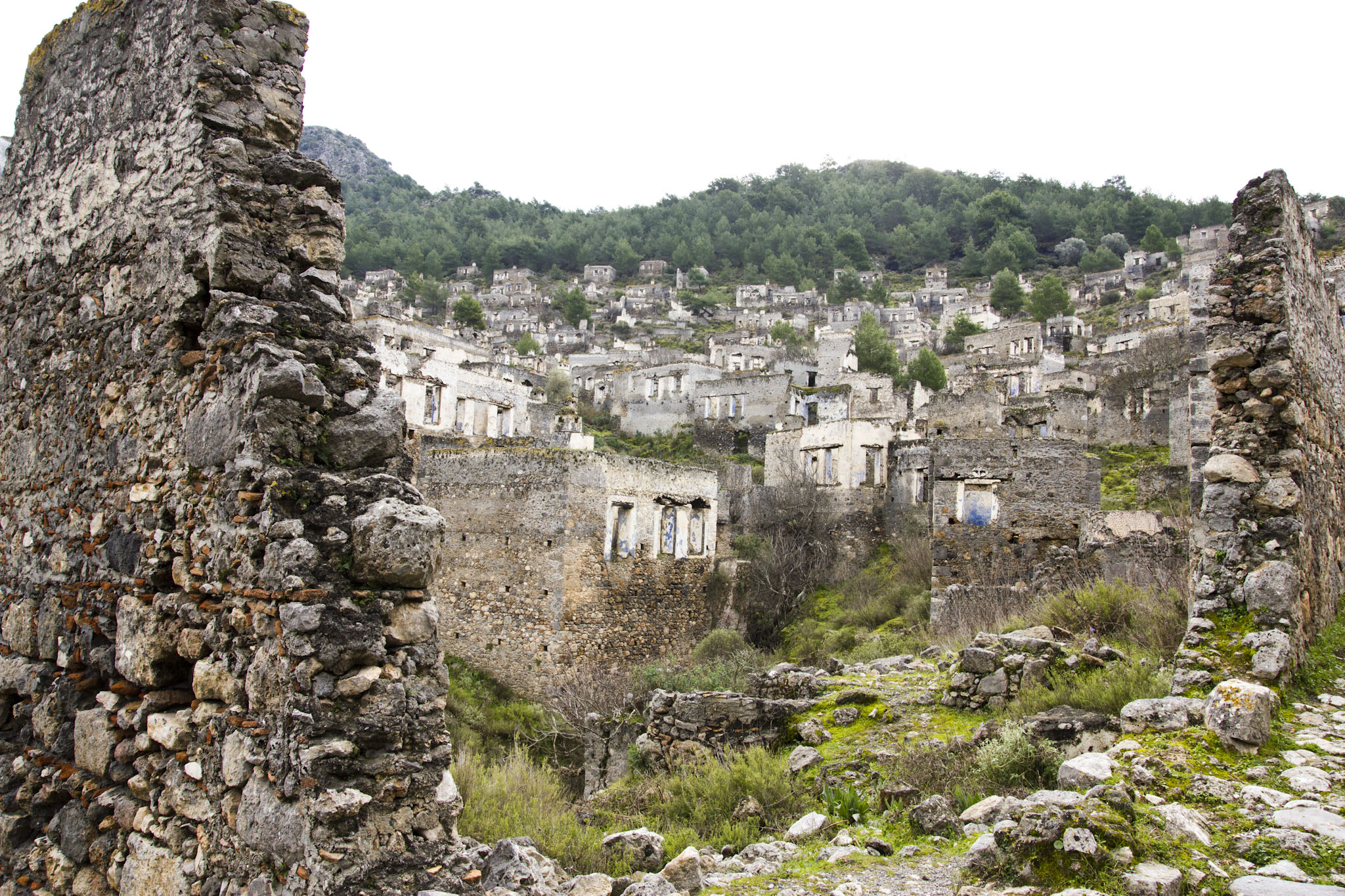
بقايا مدينة كاياكوي، الواقعة في جنوب غرب الأناضول، والتي كانت في السابق مستوطنة مأهولة بالسكان اليونانيين. ووفقاً للتقاليد المحلية، رفض المسلمون الإستيطان بالمكان لأنها "موبوءة بأشباح ليفيسيا اليونانيين الذين ذبحوا في عام 1915".

بعد أن استسلمت الدولة العثمانية في 30 أكتوبر من عام 1918، أصبحت البلاد تحت السيطرة الشرعية للقوى المنتصرة. إلا أن الأخيرة فشلت في تقديم مرتكبي الإبادة الجماعية إلى العدالة، على الرغم من أنه في المحاكم العسكرية التركية في عام 1919 وعام 1920 اتُهم عدد من كبار المسؤولين العثمانيين بأوامر مذابح ضد كل من اليونانيين والأرمن. وهكذا استمرت عمليات القتل والمجازر والترحيل تحت ذريعة الحركة الوطنية لمصطفى كمال (لاحقاً أتاتورك).
في تقرير صدر في أكتوبر من عام 1920، وصف ضابط بريطاني آثار المذابح في إزنيق في شمال غرب الأناضول، حيث قدر أن 100 جثة متحللة للرجال والنساء والأطفال على الأقل كانت موجودة في كهف كبير وحوالي 300 ياردة خارج جدران المدينة.
كانت المذبحة المنظمة والترحيل لليونانيين من آسيا الصغرى، وهو البرنامج الذي دخل حيز التنفيذ في عام 1914، بمثابة مقدمة للفظائع التي ارتكبتها كل من الجيوش اليونانية والتركية خلال الحرب اليونانية التركية، وهو الصراع الذي أعقب الغزو اليوناني في سميرنا، في مايو من عام 1919 واستمر حتى استعادة سميرنا من قبل الأتراك وإطلاق حريق إزمير الكبير في سبتمبر من عام 1922. وقدر رودولف روميل عدد القتلى في الحريق بحوالي 100,000 يوناني وأرمني، والذين قضوا نحبهم في الحريق والمذابح المصاحبة لها. وفقاً لنورمان نايمارك «التقديرات الأكثر واقعية تتراوح بين 10,000 إلى 15,000» بالنسبة لضحايا الإصابات من حريق سميرنا الكبير. وتم طرد حوالي 150,000 إلى 200,000 من اليونانيين بعد الحريق، في حين تم ترحيل حوالي 30,000 رجل يوناني وأرمني قادم إلى الجزء الداخلي من آسيا الصغرى، وأعدم معظمهم على الطريق أو ماتوا في ظل ظروف قاسية. وأشار جورج وليام ريندل من وزارة الخارجية البريطانية إلى مذابح وترحيل اليونانيين خلال الحرب اليونانية التركية. ووفقاً لتقديرات رودولف رومل، قتل ما بين 213,000 إلى 368,000 من الأناضولين الإغريق ما بين عام 1919 وعام 1922. وكانت هناك أيضاً مذابح ضد الأتراك نفذتها القوات الهيلينية خلال احتلال غرب الأناضول من مايو عام 1919 إلى سبتمبر عام 1922.

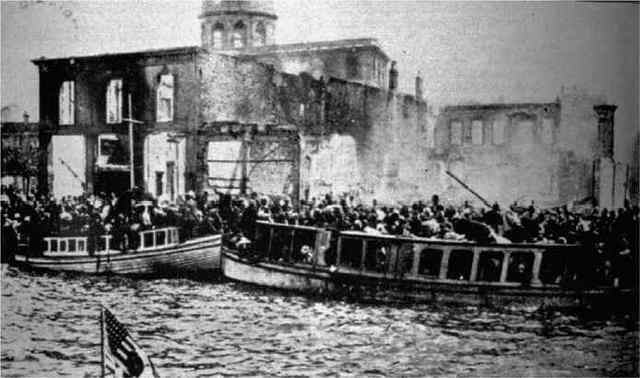
مواطنين يونانيين من ازمير في محاولة للوصول إلى سفن الحلفاء هرباً من المجازر عام 1922.

بالنسبة للمجازر التي وقعت خلال الحرب اليونانية التركية في عام 1919 وعام 1922، كتب المؤرخ البريطاني أرنولد توينبي أن السيطرة اليوناني هو الذي أوجد الحركة الوطنية التركية بقيادة مصطفى كمال: «الإغريق من البنطس والأتراك من الأراضي المحتلة اليونانية، كانوا إلى حد ما ضحايا للسيد فينيزيلوس والسيد ديفيد لويد جورج في سوء تقديره الأصلي في باريس».
ذكرت العديد من الصحف الغربية تقارير عن انتهاكات جسيمة ارتكبتها القوات التركية بحق المدنيين المسيحيين اليونان والأرمن بشكل رئيسي. ذكر المؤرخ البريطاني توينبي أن القوات التركية تعمدت إحراق العديد من المنازل اليونانية وصب البنزين عليها والتأكد من دمارها كلياً. ظهرت مذابح على طول الفترة الممتدة بين سنة 1920 وسنة 1923، خلال حرب الاستقلال التركية، وخاصة من الأرمن في الشرق والجنوب، ضد اليونانيين في منطقة البحر الأسود. كما لوحظت استمرارية كبيرة بين منظمي المذابح بين سنة 1915 وسنة 1917 وسنتيّ 1919 و1921 في شرقي الأناضول.
قال الحاكم التركي، أبو بكر حازم تيبيران، في مقاطعة سيواس في عام 1919، ان المجازر كانت رهيبة حتى إنه لم يستطع تحمل الإبلاغ عنها. وكان يشير إلى الفظائع التي ارتكبت ضد اليونانيين في منطقة البحر الأسود، وفقاً للإحصاءات الرسمية فقد قتل 11,181 من اليونانيين في عام 1921 من قبل الجيش المركزي تحت قيادة نور الدين باشا (الذي اشتهر بانه قتل المطران كريسوستوموس). طالب بعض نواب البرلمان بإعدام نور الدين باشا وتقرر تقديمه للمحاكمة على الرغم من أنها ألغيت لاحقاً لتدخل مصطفى كمال. كتب تانر أكام أنه وفقاً لإحدى الصحف، أن نور الدين باشا اقترح قتل جميع السكان اليونانيين والأرمن المتبقين في الأناضول، وهو اقتراح رفضه مصطفى كمال. ووفقاً لصحيفة الإسكتلندي، في 18 آب 1920، في مقاطعة فيفال من كرم أوصال، وجنوب شرق إسميد في آسيا الصغرى، ذبح الأتراك 5,000 من المسيحيين. إضافة إلى ذبح اليونان تعرض الأرمن لمجازر الأتراك، استمراراً لسياسات الإبادة الجماعية للأرمن من عام 1915 وفقا لكثير من الصحف الغربية.

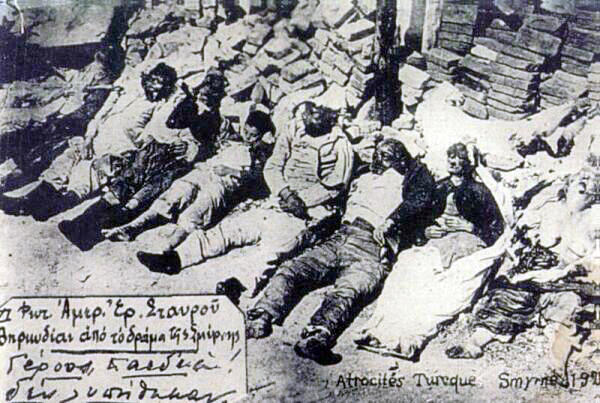
جثث محترقة لعدد من اليونانيين سكان إزمير. ألتقطت الصورة بعد الحريق الكبير على يد متطوعين في الصليب الأحمر.

ظهرت مذابح على نطاق واسع ضد اليونانيين في منطقة البنطس، والتي تقول اليونان وقبرص بأنها إبادة الجماعية. في 25 شباط 1922 دمرت 24 قرية في تلك المنطقة تماماً. كتبت صحيفة أتلانتا أوبزيرفر الأمريكية: «رائحة جثث النساء والأطفال المحترقة في البنطس تأتي بمثابة تحذير لما ينتظر المسيحيين في آسيا الصغرى بعد انسحاب الجيش اليوناني.» في الأشهر القليلة الأولى من عام 1922، قتل ما يقرب من 10,000 يوناني من قبل القوات الكمالية المتقدمة، وفقاً لصحيفة بلفاست الإخبارية. أقدم الأتراك على ممارسة الرق، واستعباد النساء والأطفال لخدمة نسائهم، كما قام عدد من الجنود الأتراك باغتصاب النساء. عوملت منظمات الإغاثة الأمريكية بأقل احترام، حتى عندما كانوا يساعدون المدنيين المسلمين. كتبت صحيفة كريسشان ساينس مونيتور أن السلطات التركية منعت أيضا المبشرين وجماعات الإغاثة الإنسانية من مساعدة المدنيين اليونانيين الذين أحرقت بيوتهم، حيث تركت السلطات التركية هؤلاء الناس للموت على الرغم من وفرة المساعدات. كتبت كريسشان ساينس مونيتور: «إن الأتراك يحاولون إبادة السكان اليونانيين بشدة أكبر مما كان يمارس تجاه الأرمن في عام 1915».
ووفقاً لخطاب في عام 2002 من قبل حاكم نيويورك حينها (حيث يقيم عدد كبير من السكان الأمريكيين من أصول يونانية) جورج باتاكي (من أصل مجري)، تحمل اليونان من آسيا الصغرى قسوة لا حد لها خلال الحملة المنهجية التي أقرتها الحكومة التركية لتشريدهم، وتدمير مدنهم وقراهم وذبح مئات الآلاف من المدنيين في المناطق التي يشكلون أغلبيتها، وعلى ساحل البحر الأسود، والبنطس، والمناطق المحيطة بسميرنا، وتم نفي الناجون من تركيا، واليوم هم وأولادهم يعيشون في الشتات في جميع أنحاء اليونان. اضطر عدد كبير من السكان اليونان لمغادرة أوطان أسلافهم في إيونيا والبنطس وتراقيا الشرقية بين سنتيّ 1914 و1922. ولم يسمح لهؤلاء اللاجئين، فضلا عن الأمريكيين اليونان ذوي الجذور الأناضولية، أن يعودوا بعد عام 1923 عندما وُقعت معاهدة لوزان. تبادلت تركيا واليونان السكان وفقًا للمعاهدة التي وقعتها الحكومتان، فانتقل المواطنون الأرثوذكس اليونان في تركيا إلى اليونان وعاد المواطنون المسلمون في اليونان إلى تركيا. كانت تلك المعادة، وفقاً لنورمان نيمارك، الجزء الأخير من حملة التطهير العرقي التي قام بها مصطفى كمال لإنشاء وطن نقي عرقياً من الأتراك، حيث اقتلع نحو 1.5 مليون من اليونانيين في تركيا في مقابل أقل من نصف مليون مسلم من اليونان اقتلعوا من ديارهم. ووفقا للمؤرخة دينا شيلتون: «أنهت معاهدة لوزان النقل القسري لليونانيين من البلاد».

### جهود الإغاثة

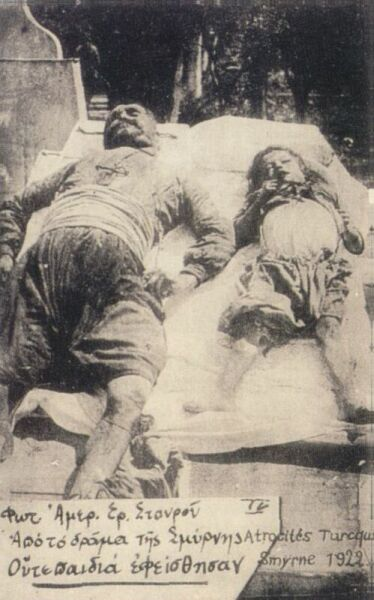
سميرنا، عام 1922. الترجمة: "لم يسمح للأطفال بالعيش".

في عام 1917 تم تشكيل منظمة إغاثة باسم لجنة الإغاثة لإغريق آسيا الصغرى رداً على عمليات الترحيل ومذابح الإغريق في الدولة العثمانية. وعملت اللجنة بالتعاون مع منظمة الشرق الأدنى للإغاثة في توزيع المساعدات على الإغريق العثمانيين في تراقيا وآسيا الصغرى. تم حل المنظمة في صيف عام 1921، ولكن أعمال الإغاثة اليونانية كانت مستمرة من قبل منظمات الإغاثة الأخرى.

### الوثائق المعاصرة
قدم الدبلوماسيون الألمان ومن الإمبراطورية النمساوية المجرية شهادات، بالإضافة إلى مذكرة من عام 1922 جمعها جورج دبليو ريندل حول «المذابح والاضطهادات التركية»، وهي أدلة على سلسلة من المذابح المنظمة والتطهير العرقي لليونانيين في آسيا الصغرى. وقد نُسبت هذه الاقتباسات إلى العديد من الدبلوماسيين، لا سيما السفراء الألمان هانس فرايهر فون وانغنهايم وريتشارد فون كوهلمان، ونائب القنصل الألماني في سامسون كوشوف، والسفير النمساوي بالافيتشيني، وقنصل سامسون إرنست فون كواتكوفسكي، والوكيل الإيطالي غير الرسمي في أنقرة سيغنور تويتزي. ونقلت شهادات أخرى من قبل رجال الدين والنشطاء الحقوقيين، لا سيما المبشر الألماني يوهانس لبسيوس، وستانلي هوبكنز من الإغاثة في الشرق الأدنى. كانت ألمانيا والإمبراطورية النمساوية المجرية حليفتين للدولة العثمانية في الحرب العالمية الأولى.
تصف الوثائق مذابح منتظمة، وعمليات اغتصاب وحرق للقرى اليونانية، تنسب إلى المسؤولين العثمانيين، وتحديداً إلى رئيس الوزراء العثماني محمود شوكت باشا، ورأفت بيك، وطلعت باشا، وأنور باشا.
الإضافة إلى ذلك، أشارت صحيفة نيويورك تايمز ومراسلوها إلى أحداث واسعة، وسجلوا أحداث المجازر، والترحيل، وعمليات القتل الفردية، والاغتصاب، وحرق قرى يونانية بأكملها، وتدمير الكنائس والأديرة اليونانية الأرثوذكسية، وصياغة مسودات «لألوية العمل»، والنهب، والإرهاب. وغيرها من «الفظائع» ضد اليونانيين والأرمن وكذلك ضد المواطنين البريطانيين والأمريكيين والمسؤولين الحكوميين. وقامت الصحافة الأسترالية أيضاً بتغطية لبعض الأحداث.
إتهم هنري مورجنثاو، سفير الولايات المتحدة في الدولة العثمانية من عام 1913 إلى عام 1916، «الحكومة التركية» بحملة «ترويع فظيعة، وتعذيب قاس، وقيادة النساء إلى الحريم، واغتصاب الفتيات البريئات، وبيع الكثير منهن بقيمة 80 سنتاً، وقتل مئات الآلاف والترحيل إلى صحراء لمئات الآلاف الأخرى، وتدمير مئات القرى والعديد من المدن»، وكل ذلك جزء من الإعدام المتعمد «لمخطط إبادة المسيحيين الأرمن واليونانيين والسريان في تركيا». ومع ذلك، قبل أشهر من الحرب العالمية الأولى، تم ترحيل 100,000 يوناني إلى الجزر اليونانية أو المناطق الداخلية التي ذكرها هنري مورجنثاو، «بالنسبة للجزء الأكبر كانت هذه عمليات الترحيل بحسن النية؛ أي أن السكان اليونانيين قد تم طردهم بالفعل إلى أماكن جديدة ولم يتعرضوا للمجازر بالجملة، وربما كان السبب هو أن العالم المتحضر لم يحتج على عمليات الترحيل هذه».
قال القنصل الأمريكي العام جورج هورتون، الذي انتقده العلماء على أنه مناهض لتركيا، «إن أحد التصريحات الأكثر ذكاءً التي نشرها الدعاية التركية هو أن المسيحيين المذبوحين كانوا سيئين مثل الجلادين»، ويعلق على هذه المسألة: «لو أن الإغريق، بعد المذابح في النبطس وفي سميرنا، ذبحوا جميع الأتراك في اليونان، كان الرقم القياسي 50-50 تقريباً». وباعتباره شاهد عيان، فهو يمدح اليونانيين أيضًا «لسلوكهم ... تجاه آلاف الأتراك المقيمين في اليونان، بينما كانت المجازر الشرسة ضدهم مستمرة في تركيا»، والتي، وفقًا لرأيه، كانت «واحدة من أكثر الفصول الجميلة في كل تاريخ ذلك البلد».

### الخسائر

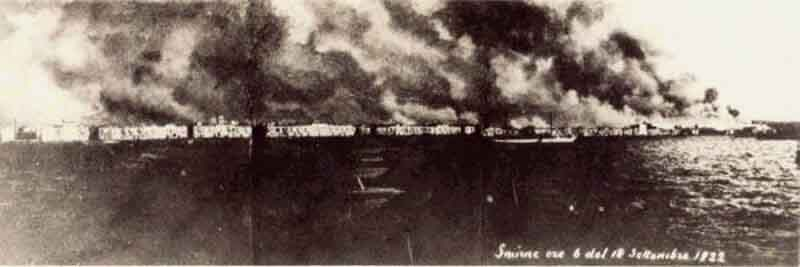
حريق سميرنا الكبير: وفقاً لتقديرات مختلفة، فقد قُتل حوالي 10,000، إلى 100,000 يونانياً وأرمنياً في الحريق والمذابح المصاحبة لها.

طوال الفترة ما بين عام 1914 وعام 1922، هناك تقديرات أكاديمية عن عدد القتلى في الأناضول تتراوح بين 289,000 إلى 750,000. ويُقترح الرقم 750,000 من قبل العالم السياسي آدم جونز. وقام الباحث رودولف روميل بتجميع أرقام مختلفة من عدة دراسات لتقدير الحد الأدنى والأقصى لحصيلة الموت بين عام 1914 وعام 1923، وقدَّر أن 384,000 يوناني قد تم إبادة هم من عام 1914 إلى عام 1918، وأبيد حوالي 264,000 يوناني من عام 1920 إلى عام 1922؛ وبالتالي يبلغ العدد الإجمالي 648,000. كتب المؤرخ قسطنطين جي هاتزيديمريتو أن «عدد القتلى الإغريق الأناضوليين خلال فترة الحرب العالمية الأولى وما بعدها كان حوالي 735,370».
ادّعت بعض المصادر المعاصرة أن عدد القتلى مختلف. جمعت الحكومة اليونانية أرقاماً مع بطريركية القسطنطينية المسكونية لتصل أنه تم ذبح ما يقرب من مليون شخص. ووجد فريق من الباحثين الأمريكيين في فترة ما بعد الحرب المبكرة أن إجمالي عدد القتلى اليونانيين قد يقترب من 900 ألف شخص. وقال إدوارد هايل بيرشتات، الذي كتب في عام 1924، إنه «وفقاً لشهادة رسمية، قام الأتراك منذ عام 1914 بقتل 1,500,000 أرمني بدم بارد، وحوالي 500,000 من اليونانيين، من الرجال والنساء والأطفال، دون أدنى استفزاز». وفي 4 نوفمبر من عام 1918، انتقد إيمانويل أفندي ، وهو نائب عثماني لآيدين، التطهير العرقي للحكومة السابقة وأفاد بأن 550,000 يوناني قد قُتلوا في المناطق الساحلية في الأناضول (بما في ذلك ساحل البحر الأسود) وجزر بحر إيجه أثناء عمليات الترحيل.
وفقاً لمصادر مختلفة فإن عدد القتلى اليوناني في منطقة البنطس في الأناضول نتراوح بين 300,000 إلى 360,000. يستشهد ميريل د. بيترسون بعدد القتلى البالغ 360,000 لليونانيين البونتيك. ووفقاً لجورج ك. فافانيس، فإن «فقدان الحياة البشرية بين اليونانيين في البنطس، منذ الحرب العظمى (الحرب العالمية الأولى) حتى مارس 1924، يمكن تقديره بحوالي 353,000، كنتيجة لعمليات القتل والشنق والعقاب». واستمد فالافانيس هذا الرقم من سجل المجلس البنطي المركزي في أثينا عام 1922 على أساس الكتاب الأسود للبطريركية المسكونية، والذي يضيف إليه «50 ألف شهيد جديد»، والذي «أتى ليضاف في السجل بحلول ربيع 1924».

## نتائج

أتراك يهاجمون مجمعات يونانية خلال بوغروم إسطنبول.

المادة 142 من معاهدة سيفر، والتي أعُدت بعد نهاية الحرب العالمية الأولى، صنفت النظام التركي "بالإرهابي"، وأحتوى البند" إصلاح الأخطاء التي أرتكبت ضد الأفراد أثناء الحرب في تركيا. وكانت معاهدة سيفر غير مصدقة من الحكومة التركية وأستبدلت المعاهدة بمعاهدة لوزان. وتلك المعاهدة كانت مصحوبة بـ"إعلان عفو"، بدون أحتواء أي بند يختص بجرائم الحرب.
في عام 1923 تمت معاهدة التبادل السكاني بين اليونان وتركيا قاضية بذلك على الحضور اليوناني في الأناضول وعليها نفس الشيء حدث للأتراك في اليونان. وفقاً للإحصاء اليوناني لعام 1928، وصل إلى اليونان 1,0410,116 يونانياً عثمانيًا. لكن من المستحيل معرفة بالضبط عدد السكان اليونانيين في تركيا الذين ماتوا بين عام 1914 وعام 1923، وعدد الإغريق في الأناضول التي طردوا إلى اليونان أو هربوا إلى الاتحاد السوفيتي. بعض الناجين الذين طردوا لجأوا إلى الإمبراطورية الروسية المجاورة (لاحقاً، الاتحاد السوفييتي). وتم التفاوض على خطط مماثلة لتبادل السكان في وقت سابق، بين عام 1913 وعام 1914، بين المسؤولين العثمانيين واليونان خلال المرحلة الأولى من الإبادة الجماعية اليونانية ولكن قد توقفت عند بداية الحرب العالمية الأولى. يذكر أن تبادل السكان اثر بشكل سلبي على الطبقة البرجوازية في تركيا، حيث شكل المسيحيين نسبة هامة من الطبقة البرجوازية.
بلغت أعداد من تبقى من اليونانيين ومعظمهم في إسطنبول قرابة 150,000 نسمة في سنة 1924. وقد تضائل عدد اليونانيين في إسطنبول بعد نشوء الجمهورية التركيّة على أثر أحداث مثل اتفاقية التبادل السكاني بين اليونان وتركية 1923، وضريبة الثروة التركية سنة 1942 والتي استهدفت بشكل خاص المسيحيين واليهود وبوغروم إسطنبول سنة 1955. وفي عام 1955، تسببت مذبحة إسطنبول إلى هجرة وفرار في معظم اليونانيين الذين بقوا في مدينة إسطنبول. يعرّف المؤرخ ألفريد موريس دي زاياس على مذبحة إسطنبول بأنها جريمة خطيرة للغاية ضد الإنسانية، ويؤكد أن فرار اليونانيين وهجرتهم الكبيرة بعد المذبحة يقابلان معايير «النية للتدمير كليًا أو جزئيًا» لإتفاقية الإبادة الجماعية.

## الاعتراف بالإبادة الجماعية

### المصطلح
صيغ مصطلح الإبادة الجماعية في أوائل أربعينيات من القرن العشرين، خلال حقبة الهولوكوست، من قبل رافائيل ليمكين، وهو محامي بولندي من أصل يهودي. في كتاباته عن الإبادة الجماعية، من المعروف أن ليمكين قد قام بتفصيل مصير اليونانيين في تركيا. في أغسطس من عام 1946 ذكرت صحيفة نيويورك تايمز:
وقد اعتمدت الجمعية العامة للأمم المتحدة في ديسمبر من عام 1948 اتفاقية عام 1948 بشأن منع جريمة الإبادة الجماعية والمعاقبة عليها ودخلت حيز النفاذ في يناير من عام 1951. وهي تعرّف الإبادة الجماعية من الناحية القانونية. قبل صياغة مصطلح «إبادة جماعية»، كان الإغريق يطلقون على ما حصل للإغريق العثمانيين باسم «المجزرة» (باليونانيَّة: η Σφαγή)، و«الكارثة العظيمة» (باليونانيَّة: η Μεγάλη Καταστροφή)، أو «المأساة الكبرى» (باليونانيَّة: η Μεγάλη Τραγωδία).

### مناقشة أكاديمية

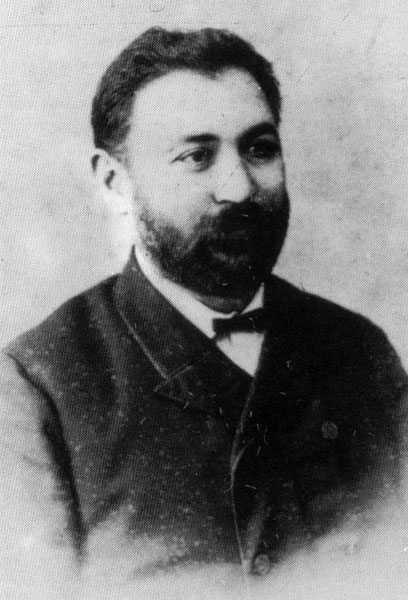
كان ماثيو كوفيديس، العضو السابق في البرلمان العثماني، من بين الأعيان العديدين لمجازر البنطس، وشنق في "المحكمة الاستقلالية التركية الخاصة" في أماسيا، في عام 1921.

في ديسمبر من عام 2007، أقرَّت الجمعية الدولية لعلماء الإبادة الجماعية قراراً يؤكد أن الحملة بين عام 1914 وعام 1923 ضد الإغريق العثمانيين كان إبادة جماعية. ومن خلال استخدام مصطلح «الإبادة الجماعية اليونانية»، أكد القرار أنه إلى جانب الأشوريين، تعرض الإغريق العثمانيين للإبادة الجماعية «المشابهة نوعياً» للإبادة العثمانية ضد الأرمن. وحثَّ رئيس الرابطة غريغوري ستانتون الحكومة التركية على الاعتراف في نهاية المطاف بالإبادة الجماعية الثلاثة: «إن تاريخ هذه الإبادة الجماعية واضح، وليس هناك أي عذر آخر للحكومة التركية الحالية، التي لم ترتكب جرائمها، لإنكار الحقائق». وصاغ القرار الباحث الكندي آدم جونز، وتم تبني القرار في 1 ديسمبر من عام 2007 بدعم من 83% من جميع أعضاء الجمعية الدولية لعلماء الإبادة الجماعية.
غير أن العديد من الباحثين الذين قاموا بإجراء أبحاث حول الإبادة الجماعية للأرمن، مثل بيتر بالاكيان، وتانر أكام، وريتشارد هوفانيسيان، وروبرت ميلسون، ذكروا أن المسألة يجب أن تخضع لمزيد من البحث قبل إصدار القرار. ويشير مانوس ميدلارسكي إلى وجود اختلال بين تصريحات الإبادة الجماعية والنية ضد الإغريق من قبل المسؤولين العثمانيين وأفعالهم، مشيراً إلى احتواء المجازر في مناطق "حساسة" مختارة والأعداد الكبيرة من الناجين اليونانيين في نهاية الحرب. وبسبب الروابط الثقافية والسياسية للعثمانيين اليونانيين مع القوى الأوروبية يجادل ميدلارسكي بأن الإبادة الجماعية "ليست خياراً صالحاً للعثمانيين في قضيتهم". ويشير تانر أكسام إلى الروايات المعاصرة التي تشير إلى الاختلاف في معاملة الحكومة لليونانيين العثمانيين والأرمن خلال الحرب العالمية الأولى، ويخلص إلى أنه "على الرغم من الشدة المتزايدة سياسات الحرب، ولا سيَّما في الفترة ما بين أواخر 1916 والأشهر الأولى من عام 1917، فإن معاملة الحكومة للإغريق -والتي يمكن مقارنة بعض طرقها بالتدابير ضد الأرمن - تختلف في النطاق والنية والدوافع.
ولكن علماء آخرين في مجال الإبادة الجماعية، مثل دومينيك ج. شالر وجورغن زيميمر، ذكروا أن «نوعية الإبادة الجماعية للحملات القاتلة ضد اليونانيين» هي «واضحة». رسم نيال فيرغسون مقارنة بين المذابح المتفرقة للمجتمعات اليونانية البونتيك بعد عام 1922 ومصير الأرمن.
تدرس الندوات والدورات في العديد من الجامعات الغربيَّة الأحداث. وتشمل هذه جامعة ميشيغان ديربورن، وجامعة نيو ساوث ويلز التي لديها وحدة أبحاث مخصصة. ويتم توثيق الأحداث أيضاً في الدوريات الأكاديمية مثل دراسات الإبادة الجماعية الدولية.

### السياسة

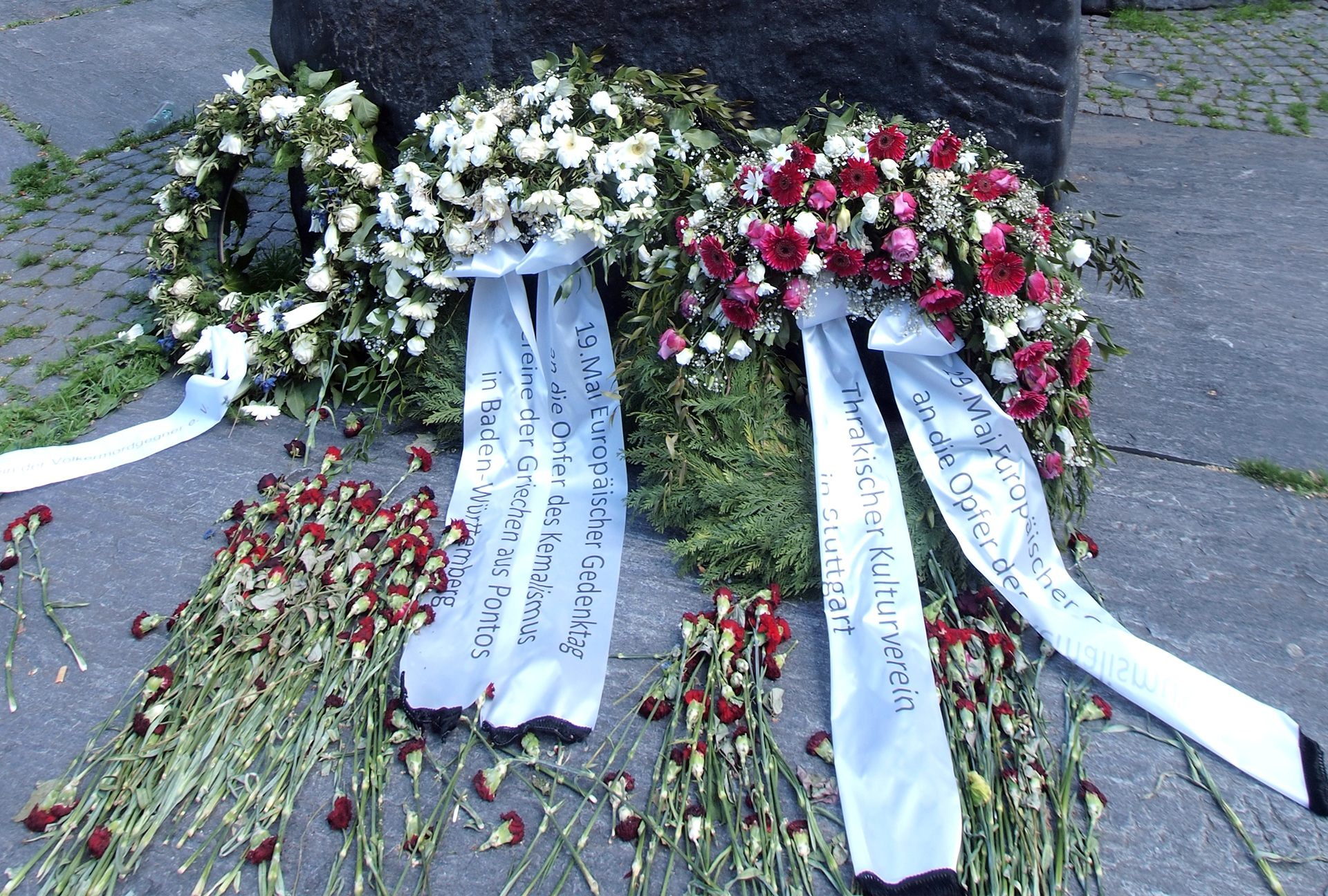
أكاليل بعد حفل إحياء ذكرى مذابح اليونانيين البونتيك في شتوتغارت، ألمانيا.

في أعقاب مبادرة من أعضاء البرلمان لما يسمى الجناح «الوطني» في حزب الحركة الاشتراكية اليونانية الحاكم ونواب متشبهين بالآراء من حزب الديمقراطية الجديدة المحافظ، أقر البرلمان اليوناني قانونين بشأن مصير الإغريق العثمانيين؛ الأول في عام 1994 والثاني في عام 1998. وقد نُشرت المراسيم في الجريدة الرسمية للحكومة اليونانية في 8 مارس من عام 1994 وفي 13 أكتوبر من عام 1998 على التوالي. وأكد مرسوم عام 1994 على الإبادة الجماعية في منطقة البنطس في آسيا الصغرى وتعيين 19 مايو (اليوم الذي فيه وصل مصطفى كمال أتاتورك سامسون في عام 1919) كيوم الذكرى، وتسمى يوم ذكرى الإبادة الجماعيَّة لليونانيين البونتيك، في حين لعام 1998 أكدَّ المرسوم الإبادة الجماعية لليونانيين في آسيا الصغرى ككل وعينت يوم 14 سبتمبر يوم ذكرى الأحداث. وتم التوقيع على هذه القوانين من قبل رئيس اليونان ولكن لم يتم التصديق عليها على الفور بعد التدخلات السياسية. بعد أن بدأت الصحيفة اليسارية أنا أفجي حملة ضد تطبيق هذا القانون، أصبح الموضوع موضوع نقاش سياسي. كان رئيس حزب السيناكسميوس اليساري نيكوس كونستانتوبولوس والمؤرخ أنجيلوس إلفانتس، المعروف بكتبه عن تاريخ الشيوعية اليونانية، من بين اثنين من الشخصيات الرئيسية في اليسار السياسي الذي أعرب عن معارضته للمرسوم. ومع ذلك، فإن الأوساط القومية اليسارية غير البرلمانية مثل المفكر والمؤلف جورج كارابلياس وجهت انتقادات حادة للمؤرخ أنجيلوس إلفانتس ولغيرهم ممن يعارضون الاعتراف بالإبادة الجماعية، ودعاهم «بالمؤرخين الجدد»، متهماً التيار اليوناني بإبقاء «تطوير أيديولوجية مشوهة». وقال إنه بالنسبة لليوناني في 19 مايو هو «يوم من فقدان الذاكرة».
في أواخر عقد 2000 تبنى الحزب الشيوعي اليوناني مصطلح «الإبادة الجماعية للليونانيين البونتيك» (باليونانيّة:Γενοκτονία Ποντίων) في جريدتها الرسميَّة وشاركت في الفعاليات التذكارية.
كما دعت جمهورية قبرص رسميًا أحداث «بالإبادة الجماعية اليونانية في البنطس في آسيا الصغرى».
واستجابة لقانون عام 1998، أصدرت الحكومة التركية بياناً زعم فيه أن وصف الأحداث على أنها إبادة جماعية «بدون أي أساس تاريخي». وقال بيان لوزارة الخارجية التركية «ندين هذا القرار ونحتج عليه»، و«على هذا القرار البرلمان اليوناني، الذي في الحقيقة يجب أن يعتذر للشعب التركي عن التدمير والمجازر الواسعة النطاق لليونان التي ارتكبت في الأناضول، ليس فقط يدعم السياسة اليونانية التقليدية لتشويه التاريخ، لكنه يظهر أيضاً أن العقليَّة اليونانية التوسعية لا تزال على قيد الحياة»، بحسب البيان.
في 11 مارس من عام 2010، مرر البرلمان السويدي مقترحاً اعترف فيه «بعمل الإبادة الجماعي بقتل الأرمن والآشوريين / السريان / الكلدان واليونانيين في عام 1915».
في 14 مايو من عام 2013، قدَّمت حكومة نيوساوث ويلز اقتراحاً من قبل فريد نايل من الحزب الديمقراطي المسيحي في الأعتراف بالإبادة الجماعية، والذي تم تمريره في وقت لاحق مما يجعلها الكيان السياسي الرابع الذي يعترف بالإبادة الجماعية اليونانية.
في مارس من عام 2015، تبنت الجمعية الوطنية لأرمينيا بالإجماع قرارًا يعترف بالإبادة الإغريقية والآشوريَّة.
في أبريل من عام 2015، أصدرت كل من الولايات المتحدة وهولندا والبرلمان النمساوي قرارات تعترف بالإبادة الجماعية اليونانية والآشورية.

### أسباب الاعتراف المحدود
على خلاف الاعتراف في مذابح الأرمن لم تصدر الأمم المتحدة والبرلمان الأوروبي ومجلس أوروبا أي بيانات ذات صلة. وفقاً لقسطنطين فوتياديس، أستاذ التاريخ اليوناني الحديث في جامعة أرسطو في سالونيك، من بين بعض الأسباب لعدم وجود اعتراف أوسع أو التأخير في السعي للحصول على اعتراف بهذه الأحداث هي كما يلي:
- على النقيض من معاهدة سيفر، تناولت معاهدة لوزان التي تم استبدالها في عام 1923 هذه الأحداث من خلال عدم الإشارة إليها أو ذكرها، وبذلك تم إغلاق نهاية الكارثة الصغرى الآسيوية.
- معاهدة السلام اللاحقة (معاهدة الصداقة اليونانية التركية في يونيو من عام 1930) بين اليونان وتركيا. قدمت اليونان عدة تنازلات لتسوية كل القضايا المفتوحة بين البلدين مقابل السلام في المنطقة.
- أجبرت الحرب العالمية الثانية، والحرب الأهلية اليونانية، والحكم العسكري والاضطرابات السياسية في اليونان التي تلت ذلك، اليونان على التركيز على بقائها ومشاكلها الأخرى بدلاً من السعي إلى الاعتراف بهذه الأحداث.
- البيئة السياسية للحرب الباردة، والتي كان من المفترض أن تكون تركيا واليونان حليفتين - تواجه عدواً شيوعياً واحداً - وليس خصوماً أو منافسين.

في كتابه نية التدمير: تأملات في الإبادة الجماعية، يجادل كولين تاتز بأن تركيا تنكر الإبادة الجماعية لكي لا تتعرض للخطر «حلمها البالغ من العمر خمسة وتسعين عاماً بأن تصبح منارة الديمقراطية في الشرق الأدنى».
في كتابهم «التفاوض على القدّيس: التجديف وتدنيس المقدسات في مجتمع متعدد الثقافات»، تقدم كل من إليزابيث بيرنز كولمان وكيفين وايت قائمة بالأسباب التي تفسّر عجز تركيا عن الاعتراف بالإبادة الجماعية التي ارتكبها تركيا الفتاة، وتكتب:
وتقوم باقتراح الأسباب التالية لإنكار عمليات الإبادة الجماعية من قبل تركيا:
- قمع الشعور بالذنب والخزي وأنها أمة مُحاربة، و«منارة للديمقراطية» كما رأت نفسها في عام 1908 (ومنذ ذلك الحين)، أو التي ذبحت العديد من الجماعات العرقية. حيث يقال إن الديمقراطيات لا ترتكب الإبادة الجماعية. ارغو، تركيا لم تستطع ولم تفعل ذلك.
- الروح الثقافية والاجتماعية للشرف، حاجة ملحة وقهرية لإزالة أي بقع على النبالة الوطنية.
- الخوف المزمن من أن يؤدي القبول بالإبادة إلى مطالبات تعويضية هائلة.
- للتغلب على المخاوف من التجزئة الاجتماعية في مجتمع لا يزال إلى حد كبير دولة تمر بمرحلة انتقالية.
- اعتقاد «منطقي» أنه بسبب ارتكاب الإبادة الجماعية مع الإفلات من العقاب، فإن هذا الإنكار لن يلتقي كذلك مع المعارضة أو عدم الإيمان.
- معرفة داخلية أن صناعة الإنكار لها زخم خاص بها ولا يمكن إيقافها حتى لو أرادت أن تتوقف.

## النصب التذكارية
تم نصب العديد من النصب التذكارية لمأساة اليونانيين العثمانيين في جميع أنحاء اليونان، وكذلك في عدد من البلدان الأخرى بما في ذلك أستراليا وكندا وألمانيا والسويد والولايات المتحدة.